# Campeonato Acriano de Futebol de 2016
O Campeonato Acreano de Futebol de 2016 foi a 89.ª edição da principal divisão do futebol acreano e a 71.ª organizada pela Federação de Futebol do Estado do Acre (FFAC). Teve o Atlético Acreano como campeão e o Rio Branco-AC como o vice-campeão. O Amax foi rebaixado para a Segunda Divisão da temporada seguinte. Tonho Cabañas, do Galvez, foi o maior goleador do torneio, com 11 gols.

## Regulamento
A competição daria ao campeão vagas para a Copa do Brasil de 2017, para a Copa Verde de 2017 e para a Série D de 2016.
O Campeonato Acriano de Futebol Profissional de 2016 foi disputado pelas associações relacionadas no Artigo 1º do presente regulamento, em duas fases, a saber:
- a) 1ª Fase – Classificatória
- b) 2ª Fase – Hexagonal
- c) 3ª Fase – Final

Primeira Fase – Classificatória – Nessa fase, as associações jogarão em jogos de ida, classificando-se o campeão para a final. Para a segunda fase classificam-se os seis primeiros para o Hexagonal (segunda fase). As associações classificadas, em número de pontos ganhos, em primeiro ao sexto lugares respectivamente e o último será o rebaixado para a Segunda Divisão de 2017.
Segunda Fase – Hexagonal – Nessa Fase, as associações jogarão em jogos de ida e volta, classificando-se o campeão para a final decidir o título estadual contra o campeão da Primeira Fase, caso a mesma equipe conquiste as duas fases será declarada campeã estadual 2016.
Terceira Fase – Final – Nessa Fase as duas equipes campeãs da primeira e segunda fase decidem o título em dois jogos.

### Critério de desempate
Os critério de desempate foram aplicados na seguinte ordem:
1. Maior número de vitórias
2. Maior saldo de gols
3. Maior número de gols pró (marcados)
4. Maior número de gols contra (sofridos)
5. Confronto direto
6. Sorteio

## Primeira Fase

### Classificação
Atualizado em 6 de março de 2016.
Desempenho por rodada
- Clubes que lideraram o campeonato ao final de cada rodada:

| Líder da Primeira Fase | Líder da Primeira Fase | Líder da Primeira Fase | Líder da Primeira Fase | Líder da Primeira Fase | Líder da Primeira Fase | Líder da Primeira Fase |
| ---------------------- | ---------------------- | ---------------------- | ---------------------- | ---------------------- | ---------------------- | ---------------------- |
| 1                      | 2                      | 3                      | 4                      | 5                      | 6                      | 7                      |
| GAL                    | RBC                    | RBC                    | RBC                    | ATL                    | ATL                    | RBC                    |
| RBC                    | RBC                    | RBC                    | RBC                    | ATL                    | ATL                    | RBC                    |

- Clubes que ficaram na última posição do campeonato ao final de cada rodada:

| Lanterna da Primeira Fase | Lanterna da Primeira Fase | Lanterna da Primeira Fase | Lanterna da Primeira Fase | Lanterna da Primeira Fase | Lanterna da Primeira Fase | Lanterna da Primeira Fase |
| ------------------------- | ------------------------- | ------------------------- | ------------------------- | ------------------------- | ------------------------- | ------------------------- |
| 1                         | 2                         | 3                         | 4                         | 5                         | 6                         | 7                         |
| ALT                       | ALT                       | ALT                       | AMA                       | AMA                       | AND                       | AMA                       |
| AND                       | ALT                       | ALT                       | AMA                       | AMA                       | AND                       | AMA                       |

## Final
Ida
| Sábado, 14 de maio | Rio Branco-AC | 1 – 3 | Atlético Acreano                    | Arena da Floresta, Rio Branco |
| 15:45              | Alfredo 35'   |       | 13' Polaco · 33', 44' Rafael Barros | Público: 583 pagantes         |

| Rio Branco | Atlético-AC |

Volta
| Sábado, 21 de maio | Atlético Acreano        | 2 – 1 | Rio Branco-AC       | Estádio Florestão, Rio Branco |
| 15:45              | Polaco 67' · Renato 79' |       | 90' Matheus Malvera |                               |

| Atlético-AC | Rio Branco |

## Premiação
| Campeonato Acriano de 2016                      |
| ----------------------------------------------- |
| Atlético Acreano Rio Branco Campeão (7º título) |